# 朱巴
朱巴（英語：Juba）位于南蘇丹共和国的中赤道州，是南蘇丹的首都，也是中赤道州政府和朱巴縣政府所在地，人口约32万（2010年）。朱巴位處白尼羅河畔。
朱巴機場有定期飞机航班往來蘇丹的喀土穆、肯尼亞的內羅畢、烏干達的恩德培，另外每日还有航班飞往埃塞俄比亚首都亚的斯亚贝巴，每周有三班飞往迪拜等地。

## 歷史
19世紀時，朱巴附近有個叫做岡多科羅、充滿瘧疾和黑尿熱病、駐紮一支鄂圖曼土耳其小規模南部邊境守軍的貿易站和傳教區。這裡也是探險家塞缪尔·怀特·贝克的基地，他在1863年到1865年與1871年到1873年兩段時間到南蘇丹和烏干達北部探險。
1922年，一群希臘商人抵達岡多科羅一帶，在白尼羅河西岸建立朱巴鎮。他們和朱巴當地的原住民結好，在朱巴建立日後成為商業區的貿易城鎮。希臘人蓋的這些屋子成為銀行、旅館和領事官邸，也是少數存留到1940年代的建築物。
1899年至1956年間，朱巴由英國和埃及共管，英國在1942年曾有過將烏干達北部和南蘇丹合併的提案，但之後沒有實行，反而是在1947年的朱巴會議上將南蘇丹和北蘇丹統合為一個行政區。1955年，叛軍在南蘇丹城市托里特發動叛變，第一次蘇丹內戰爆發。內戰一直打到1972年才結束，但1983年內戰再度爆發，朱巴成為政府軍和叛軍的重要戰略城市。
2005年，朱巴依據《全面和平協定》成為南蘇丹自治政府的首府，這份協定也終結打了21年的第二次蘇丹內戰。內戰結束後，聯合國在朱巴增派維和部隊，那時朱巴的許多機構仍仰賴肯亞的協助管理。聯合國人道事務協調廳（OCHA）也在當地設立營地，為聯合國機構和非營利組織提供協助。
2011年7月9日，南蘇丹正式從蘇丹共和國獨立，朱巴成為南蘇丹共和國的首都。

## 人口
2005年時，朱巴市的人口一共有163,442人，而根據航空照片的分析，2006年朱巴市的人口可能已有250,000人。蘇丹共和國在2008年4月至5月間實施第五次人口與住房普查，當時的朱巴縣有372,413人，其中大多居住在朱巴市。但這個統計數字被當時的南蘇丹自治政府否認。
朱巴是世界上人口成長最快的城市之一，因銷售石油而發展迅速。在2012年12月15号前，即南苏丹内部冲突发生前，朱巴人口有七十万。
| 年份   | 人口    | 備註 |
| ------ | ------- | ---- |
| 1973年 | 56,737  | 統計 |
| 1983年 | 83,787  | 統計 |
| 1993年 | 114,980 | 統計 |
| 2005年 | 163,442 | 估計 |
| 2006年 | 250,000 | 估計 |
| 2008年 | 230,200 | 估計 |

## 基礎設施

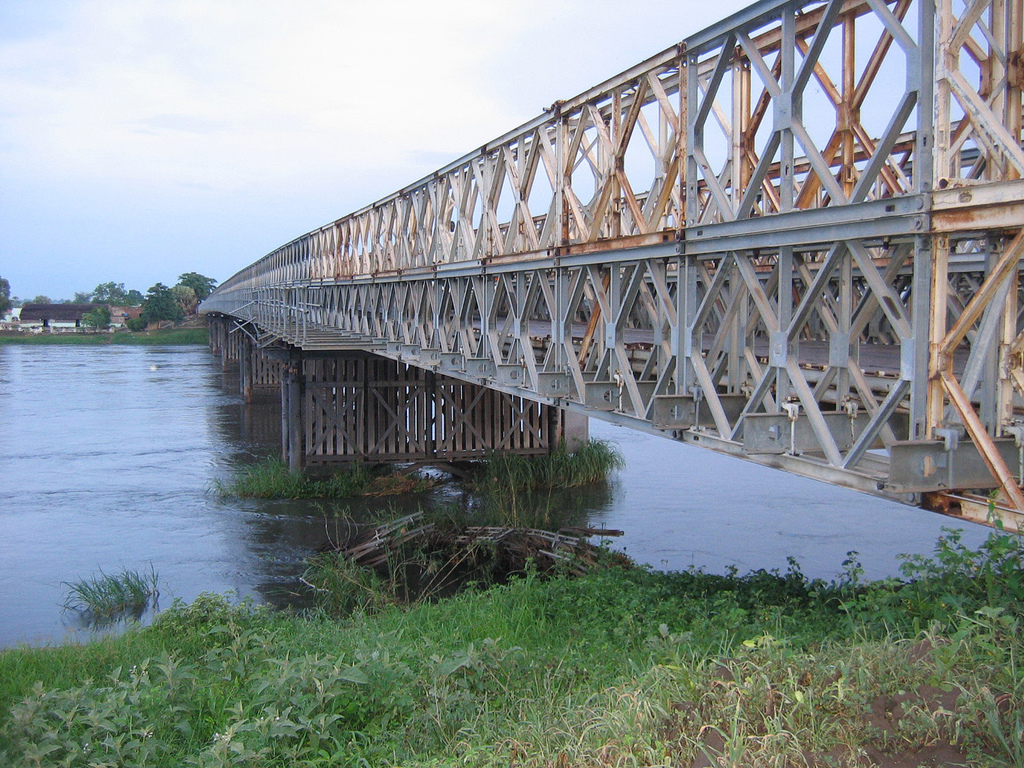
橫跨白尼羅河的朱巴大橋。

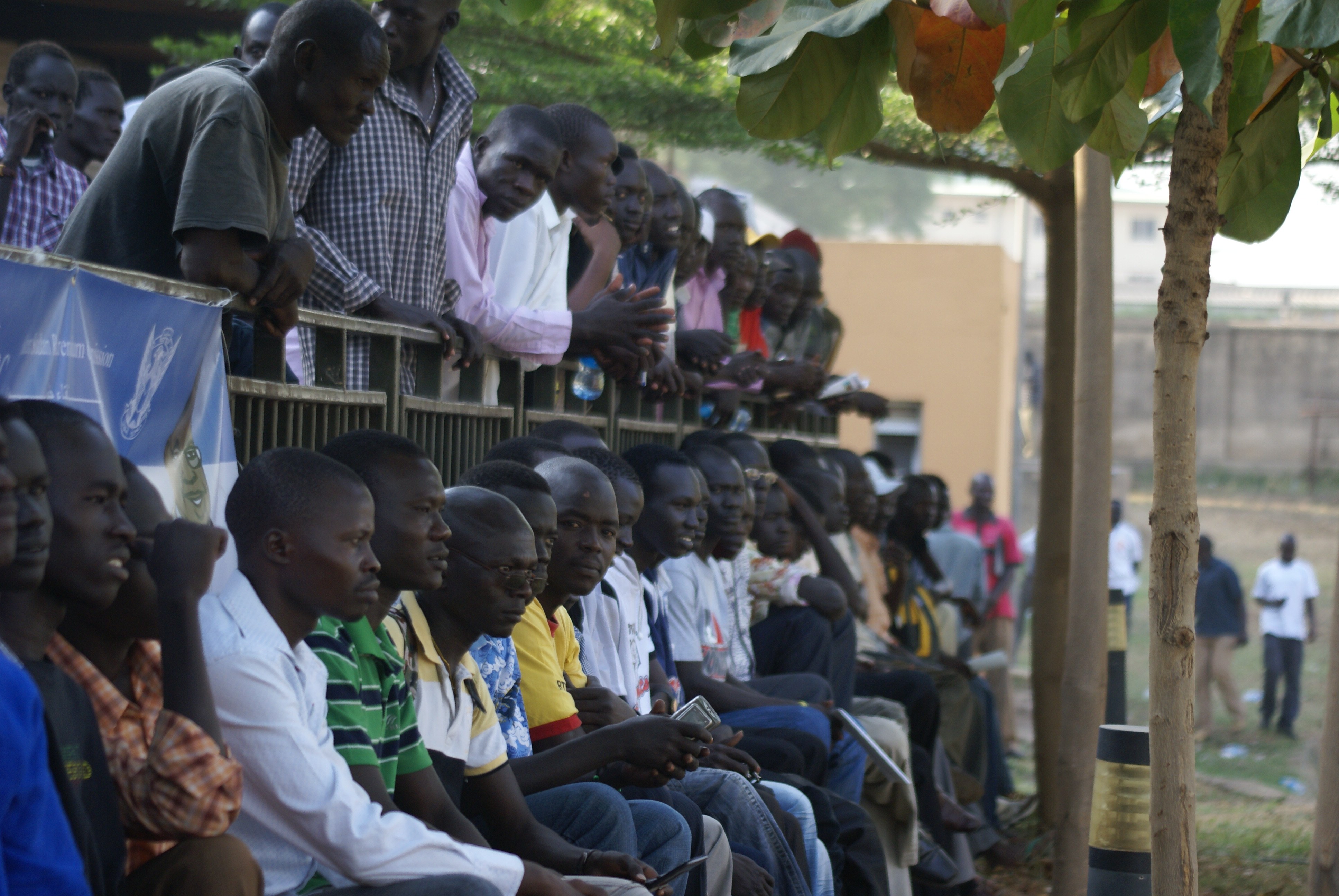
市區街頭

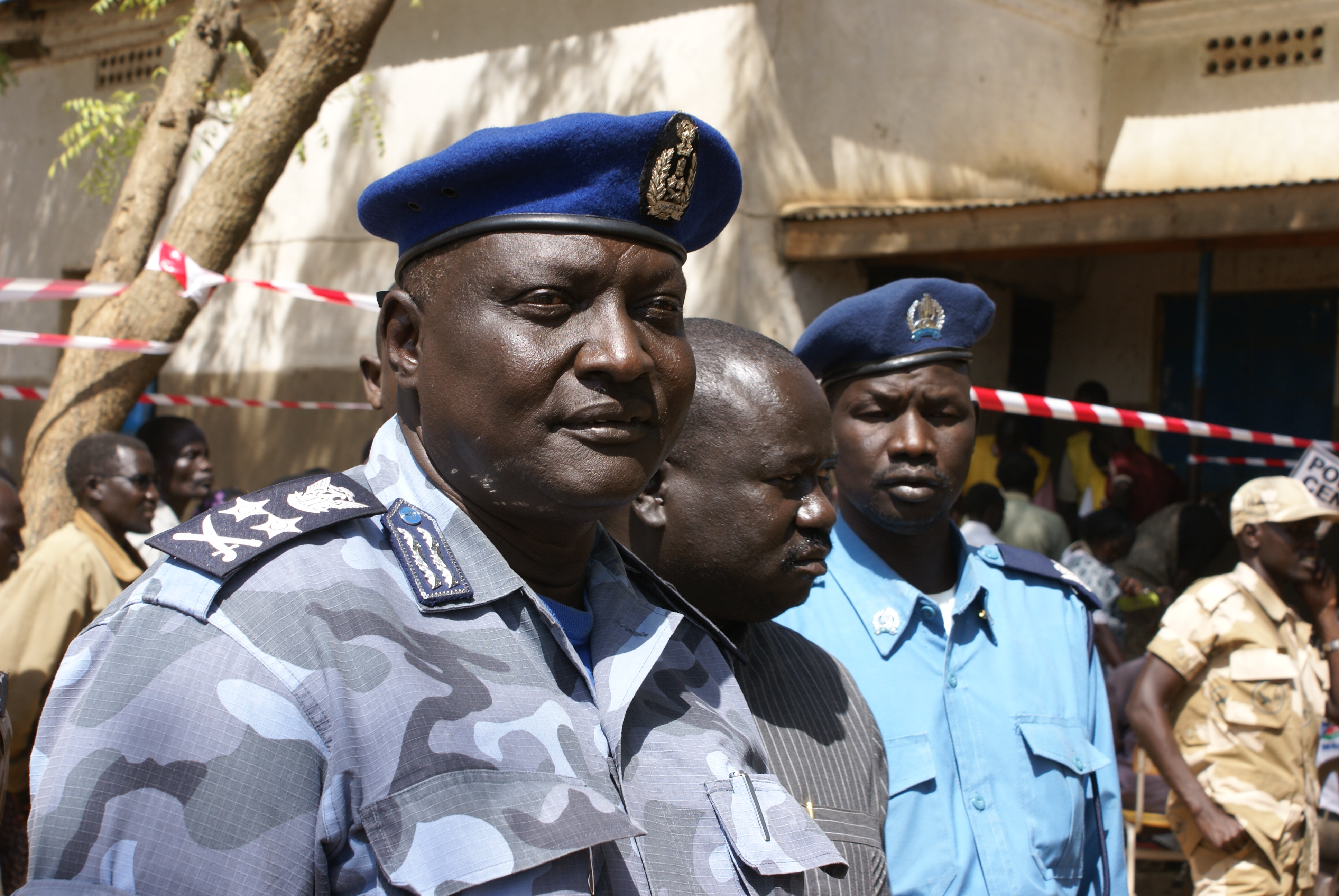
朱巴警察

朱巴是一個內河港，也是尼羅河航運的終點站。內戰前，朱巴是一個交通輸紐，建有通往肯亞、烏干達和剛果民主共和國等地的公路。戰火燒燬了朱巴的交通功能，公路和港口都因年久失修而被廢棄。聯合國和南蘇丹政府都積極搶修這些道路，但預計要修復仍需花上數年時間。
瑞士除雷基金會（Swiss Foundation for Mine Action）自2003年起開始掃除通往烏干達和肯亞道路上的地雷，讓道路能在2006年到2008年間進行重建。由於這些道路都沒有鋪柏油，因此工程進度會因雨季帶來的泥濘而延盪。將道路重建是蘇丹和平的里程碑，因為人們需要走這些路回家，以及建立正常生活的感覺。其中通往烏干達的道路已經開始建設，許多朱巴市民在內戰期間經此路逃往烏干達，因此重建顯得別具意義。
南蘇丹政府和烏干達政府在2008年至2011年間達成協議，承諾將共同建設連結朱巴和烏干達北部城市古盧（Gulu）的鐵路，而且會延伸至南蘇丹城市瓦烏。雙方在2008年8月簽訂備忘錄，共同建設鐵路運輸。

## 氣候
朱巴市屬於熱帶乾濕季氣候，由於它位在赤道附近，因此全年如夏。朱巴市的降雨十分稀少，乾季開始於每年的11月，一直下到隔年3月，這段時間也是當地最熱的時節，氣溫在2月時可達攝氏38度。4月至5月間的雨量可達100公釐，然而全年降水量平均仍偏低，只有954公釐。
| 朱巴（1971年至2000年）                  | 朱巴（1971年至2000年） | 朱巴（1971年至2000年） | 朱巴（1971年至2000年） | 朱巴（1971年至2000年） | 朱巴（1971年至2000年） | 朱巴（1971年至2000年） | 朱巴（1971年至2000年） | 朱巴（1971年至2000年） | 朱巴（1971年至2000年） | 朱巴（1971年至2000年） | 朱巴（1971年至2000年） | 朱巴（1971年至2000年） | 朱巴（1971年至2000年） |
| 月份                                    | 1月                    | 2月                    | 3月                    | 4月                    | 5月                    | 6月                    | 7月                    | 8月                    | 9月                    | 10月                   | 11月                   | 12月                   | 全年                   |
| --------------------------------------- | ---------------------- | ---------------------- | ---------------------- | ---------------------- | ---------------------- | ---------------------- | ---------------------- | ---------------------- | ---------------------- | ---------------------- | ---------------------- | ---------------------- | ---------------------- |
| 平均高温 °C（°F）                       | 36.8 (98.2)            | 37.9 (100.2)           | 37.7 (99.9)            | 35.4 (95.7)            | 33.5 (92.3)            | 32.4 (90.3)            | 31.1 (88.0)            | 31.6 (88.9)            | 33.1 (91.6)            | 34.0 (93.2)            | 34.7 (94.5)            | 35.9 (96.6)            | 34.5 (94.1)            |
| 平均低温 °C（°F）                       | 20.1 (68.2)            | 21.7 (71.1)            | 23.6 (74.5)            | 23.4 (74.1)            | 22.6 (72.7)            | 21.9 (71.4)            | 21.1 (70.0)            | 21.0 (69.8)            | 21.1 (70.0)            | 21.3 (70.3)            | 20.9 (69.6)            | 20.0 (68.0)            | 21.6 (70.9)            |
| 平均降雨量 mm（）                       | 5.1 (0.20)             | 11.0 (0.43)            | 36.7 (1.44)            | 111.5 (4.39)           | 129.9 (5.11)           | 117.8 (4.64)           | 144.7 (5.70)           | 127.5 (5.02)           | 103.7 (4.08)           | 114.5 (4.51)           | 43.1 (1.70)            | 8.2 (0.32)             | 953.7 (37.55)          |
| 平均降雨天数（≥ 96.2 mm）               | 1.4                    | 2.0                    | 6.6                    | 11.6                   | 12.4                   | 10.3                   | 13.0                   | 11.5                   | 8.6                    | 10.4                   | 6.5                    | 1.9                    | 96.2                   |
| 来源：World Meteorological Organisation |                        |                        |                        |                        |                        |                        |                        |                        |                        |                        |                        |                        |                        |